# Temple Building (Toronto)
El Temple Building o Temple of the Independent Order of Foresters era un edificio de 12 plantas y 36,9 m de altura erigido en 62 Richmond Street West y Bay Street en Toronto, Ontario (Canadá).

## Historia
Considerado como uno de los primeros rascacielos de la ciudad, se completó en 1896 para albergar la sede mundial de la Orden Independiente de Guardabosques, que era una sociedad de amigos que actuaba como una orden fraternal y una importante institución financiera. El IOF entonces estaba dirigido por el enérgico Oronhyatekha, quien encargó la gran estructura. Fue diseñado por George W. Gouinlock, quien buscó inspiración en los edificios altos de Chicago, y específicamente en el Rookery Building.
El edificio estaba ubicado en Richmond y Bay Street. Una vez finalizado, fue el edificio más alto de Toronto, un título que mantendría hasta que se construyera el Trader's Bank Building en 1905. Los silvicultores abandonaron el edificio en 1953 por un nuevo edificio en 590 Jarvis Street en Charles Street (más tarde como cuartel general de policía de Metro Toronto y demolido).
El edificio fue demolido en 1970 para dar paso al Queen-Bay Center. Este está compuesto por el Munich Re Center construido en 1973  de 20 m y elo Thomson Building construido en 19722 de 2 pisos y 105 m 25 pisos ,)ue aún se encuentra en el sitio.
La IOF se mudó a Don Mills en 1967 a Foresters House en 789 Don Mills Road.

## Legado
Una parte de la fachada de este edificio se puede encontrar en Guild Park and Gardens en Scarborough.